# Museo della scienza e della tecnologia di Shanghai
Il museo della scienza e della tecnologia di Shanghai è un museo situato nel distretto di Pudong a Shanghai nei pressi del Parco del Secolo, il più grande parco naturale all'interno della città. È uno dei musei più visitati della Cina, avendo registrato 1.351.000 di visitatori nel 2020, nonostante un calo delle presenze del 72% rispetto al 2019 a causa delle restrizioni imposte dalla pandemia di COVID-19 in Cina.

## Storia
Con la costruzione della piazza del Secolo nel 1995, il museo venne incluso nella progettazione per la divulgazione scientifica nella regione del Delta del Fiume Giallo e per lo sviluppo urbano del distretto di Pudong lontano da Lujiazui e da altri quartieri che si trovavano lungo le rive del fiume Huangpu. Il museo ospitò l'incontro dei leader dell'APEC il 20 e 21 ottobre 2001, ricevendo il leader cinese Jiang Zemin, il presidente russo Vladimir Putin e il presidente degli Stati Uniti George W. Bush.
Originariamente, le sale espositive erano incentrate sull'armonia della natura, dell'uomo e della tecnologia (自然·人·科技S, Zìrán, Rén, KējìP) dividendosi in sezioni denominate Cielo e Terra,  Vita, Saggezza, Creatività e Futuro.
La seconda fase del progetto venne approvata nel maggio 2005, quando il museo fu il primo del suo genere a soddisfare gli standard di qualità e ambiente ISO 9000/14000. Dalla sua apertura fino al 2010 ha registrato 19.5 milioni di visitatori. Nel 2010 vennero rinnovate l'area per bambini e la sezione Luci di Saggezza in vista dell'Expo 2010.

## Descrizione
L'edificio del museo consiste in una spirale ascendente da uno a cinque piani che simboleggia il progresso tecnico e sociale, mentre l'enorme sfera di vetro al suo centro rappresenta l'origine della vita. Il complesso occupa un'area di 6,8 ettari,, di cui 65,500 metri quadri (705,04 ft²) sono utilizzati per lo spazio espositivo. Il sistema HVAC del museo è stato digitalizzato e risultava abbastanza avanzato all'epoca della sua installazione tanto da essere considerato una mostra a sé stante.

## Mostre

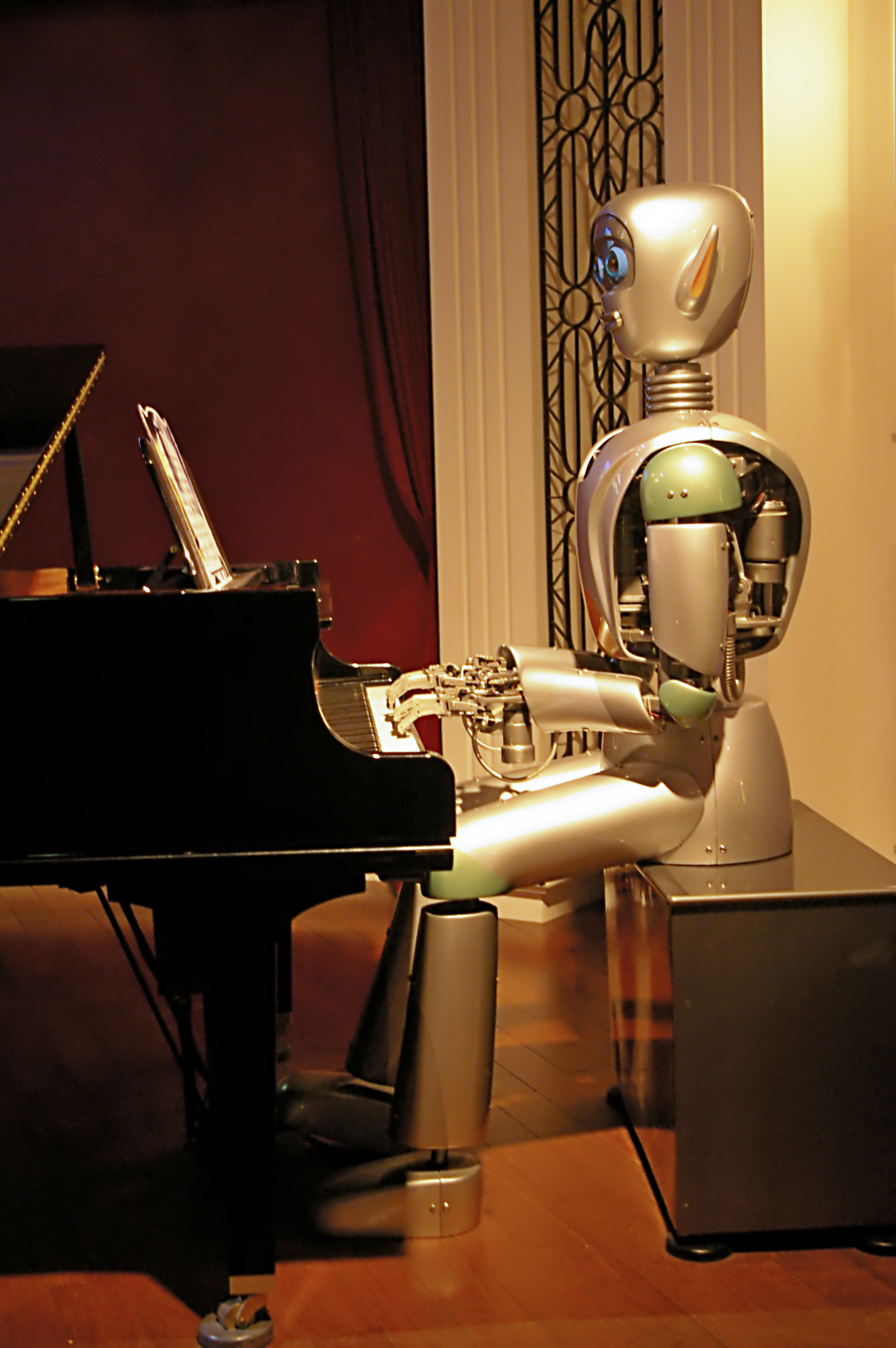
Un pianista nella mostra Il mondo dei robot.

Il museo dispone di 14 mostre permanenti principali e 4 cinema a tema scientifico. Le mostre sono:
- Spettro della vita: una mostra naturale che rievoca lo scenario della provincia dello Yunnan e mostra la sua diversità di creature.[10]
- Esplorazione della Terra
- Culla del designer[3][9] dove i visitatori possono utilizzare software CAD o CAM per progettare e costruire piccole cose[8]
- Terra dell'arcobaleno dedicata ai bambini
- Luce di saggezza
- Casa sulla Terra
- Era dell'informazione
- Il mondo dei robot
- Luce dell'esplorazione, una mostra incentrata sui traguardi scientifici del XX secolo.[11]
- Uomo e Salute
- Navigazione spaziale
- Il mondo degli animali
- Mostra dei ragni

Vi sono inoltre la Galleria cinese della scienza e della tecnologia antica, che mostra le invenzioni e le opere cinesi dell'antichità, la Galleria degli esploratori che illustra esploratori cinesi e stranieri, e la Galleria degli accademici incentrata sugli scienziati contemporanei provenienti dalla Cina, in particolare da Shanghai.
Il museo include 4 cinema IMAX, formando la più grande multisala dedicata all'educazione scientifica in Asia, con 10.000 spettacoli ogni anno.